# Siebe Van der Heyden
Siebe Van der Heyden, né le 30 mai 1998 à Denderleeuw en Belgique, est footballeur international belge qui joue au poste de défenseur à La Gantoise.

## Biographie

### En club
Le 21 mai 2017, il fait ses débuts en Division 1A avec le KV Ostende contre le RSC Anderlecht, à la 88e minute en remplaçant David Rozehnal.
Le 30 juillet 2018, il part aux Pays-Bas en signant au FC Eindhoven pour un an avec une option d'une année supplémentaire.
Ven der Heyden revient en Belgique via l'Union Saint-Gilloise, qu'il contribue à faire remonter dès 2021, et avec laquelle il finit vice-champion de Belgique 2022.
À la mi-juillet 2023, il s'engage avec le RCD Majorque.
En manque de temps de jeu, Siebe Van der Heyden part en prêt lors du mercato hivernal 2024-2025 au FC St. Pauli où il achève la saison.
Lors du mercato estival 2025, il revient en Belgique et s'engage avec La Gantoise jusqu'en juin 2028 et vient ainsi compenser les départs de Tsuyoshi Watanabe et d'Archie Brown.

### En sélections nationales
Le 18 mars 2022, grâce à ses bonnes performances à l'Union Saint-Gilloise, il est sélectionné en équipe de Belgique pour les matchs amicaux contre l'Irlande et le Burkina Faso les 26 et 29 mars 2022.
Il fait ses débuts lors de la rencontre contre le Burkina Faso (victoire 3-0).

## Statistiques

### En club
| Saison                | Club                  | Championnat           | Championnat | Championnat | Championnat | Coupe(s) nationale(s) | Coupe(s) nationale(s) | Coupe(s) nationale(s) | Supercoupe | Supercoupe | Supercoupe | Compétition(s) continentale(s) | Compétition(s) continentale(s) | Compétition(s) continentale(s) | Compétition(s) continentale(s) | Autres compétitions | Autres compétitions | Autres compétitions | Autres compétitions | Total | Total | Total |
| Saison                | Club                  | Division              | M.          | B.          | P.d.        | M.                    | B.                    | P.d.                  | M.         | B.         | P.d.       | Comp.                          | M.                             | B.                             | P.d.                           | Comp.               | M.                  | B.                  | P.d.                | M.    | B.    | P.d.  |
| 2016-2017             | KV Ostende            | Division 1A           | -           | -           | -           | -                     | -                     | -                     | -          | -          | -          | -                              | -                              | -                              | -                              | PO1+BE              | 1+0                 | 0+0                 | 0+0                 | 1     | 0     | 0     |
| 2017-2018             | KV Ostende            | Division 1A           | -           | -           | -           | -                     | -                     | -                     | -          | -          | -          | C3                             | -                              | -                              | -                              | PO2                 | 0                   | 0                   | 0                   | 0     | 0     | 0     |
| Sous-total            | Sous-total            | Sous-total            | -           | -           | -           | -                     | -                     | -                     | -          | -          | -          | -                              | -                              | -                              | -                              | -                   | 1                   | 0                   | 0                   | 1     | 0     | 0     |
| 2018-2019             | FC Eindhoven          | Eerste Divisie        | 32          | 1           | 1           | 1                     | 0                     | 0                     | -          | -          | -          | -                              | -                              | -                              | -                              | -                   | -                   | -                   | -                   | 33    | 1     | 1     |
| 2019-2020             | Union Saint-Gilloise  | Division 1B           | 13          | 0           | 0           | 2                     | 0                     | 0                     | -          | -          | -          | -                              | -                              | -                              | -                              | -                   | -                   | -                   | -                   | 15    | 0     | 0     |
| 2020-2021             | Union Saint-Gilloise  | Division 1B           | 24          | 2           | 1           | 3                     | 0                     | 0                     | -          | -          | -          | -                              | -                              | -                              | -                              | -                   | -                   | -                   | -                   | 27    | 2     | 1     |
| 2021-2022             | Union Saint-Gilloise  | Division 1A           | 25          | 0           | 0           | 2                     | 0                     | 0                     | -          | -          | -          | -                              | -                              | -                              | -                              | PO1                 | 3                   | 0                   | 0                   | 30    | 0     | 0     |
| 2022-2023             | Union Saint-Gilloise  | Division 1A           | 27          | 1           | 1           | 3                     | 0                     | 0                     | -          | -          | -          | C1+C3                          | 2+8                            | 0+0                            | 0+0                            | PO1                 | 5                   | 0                   | 1                   | 45    | 1     | 2     |
| Sous-total            | Sous-total            | Sous-total            | 89          | 3           | 2           | 10                    | 0                     | 0                     | -          | -          | -          | -                              | 10                             | 0                              | 0                              | -                   | 8                   | 0                   | 1                   | 117   | 3     | 3     |
| 2023-2024             | RCD Majorque          | Liga                  | 6           | 0           | 0           | 5                     | 0                     | 0                     | -          | -          | -          | -                              | -                              | -                              | -                              | -                   | -                   | -                   | -                   | 11    | 0     | 0     |
| 2024-2025             | RCD Majorque          | Liga                  | 2           | 0           | 0           | 0                     | 0                     | 0                     | 0          | 0          | 0          | -                              | -                              | -                              | -                              | -                   | -                   | -                   | -                   | 2     | 0     | 0     |
| Sous-total            | Sous-total            | Sous-total            | 8           | 0           | 0           | 5                     | 0                     | 0                     | 0          | 0          | 0          | -                              | -                              | -                              | -                              | -                   | -                   | -                   | -                   | 13    | 0     | 0     |
| 2024-2025             | FC St. Pauli (prêt)   | Bundesliga            | 13          | 1           | 0           | -                     | -                     | -                     | -          | -          | -          | -                              | -                              | -                              | -                              | -                   | -                   | -                   | -                   | 13    | 1     | 0     |
| 2025-2026             | KAA La Gantoise       | Division 1A           | 2           | 0           | 0           | -                     | -                     | -                     | -          | -          | -          | -                              | -                              | -                              | -                              | -                   | -                   | -                   | -                   | 2     | 0     | 0     |
| Total sur la carrière | Total sur la carrière | Total sur la carrière | 144         | 5           | 3           | 16                    | 0                     | 0                     | 0          | 0          | 0          | -                              | 10                             | 0                              | 0                              | -                   | 9                   | 0                   | 1                   | 179   | 5     | 4     |

### En sélections nationales
| Saison                | Sélection             | Phases finales        | Phases finales | Phases finales | Phases finales | Éliminatoires CDM | Éliminatoires CDM | Éliminatoires CDM | Éliminatoires EURO | Éliminatoires EURO | Éliminatoires EURO | Ligue des Nations | Ligue des Nations | Ligue des Nations | Matchs amicaux | Matchs amicaux | Matchs amicaux | Total | Total | Total |
| Saison                | Sélection             | Compétition           | M              | B              | Pd             | M                 | B                 | Pd                | M                  | B                  | Pd                 | M                 | B                 | Pd                | M              | B              | Pd             | M     | B     | Pd    |
| --------------------- | --------------------- | --------------------- | -------------- | -------------- | -------------- | ----------------- | ----------------- | ----------------- | ------------------ | ------------------ | ------------------ | ----------------- | ----------------- | ----------------- | -------------- | -------------- | -------------- | ----- | ----- | ----- |
| 2021-2022             | Belgique              | -                     | -              | -              | -              | -                 | -                 | -                 | -                  | -                  | -                  | -                 | -                 | -                 | 1              | 0              | 0              | 1     | 0     | 0     |
| Total sur la carrière | Total sur la carrière | Total sur la carrière | -              | -              | -              | -                 | -                 | -                 | -                  | -                  | -                  | -                 | -                 | -                 | 1              | 0              | 0              | 1     | 0     | 0     |

### Matchs internationaux
| Matchs internationaux de Siebe Van der Heyden, | Matchs internationaux de Siebe Van der Heyden, | Matchs internationaux de Siebe Van der Heyden, | Matchs internationaux de Siebe Van der Heyden, | Matchs internationaux de Siebe Van der Heyden, | Matchs internationaux de Siebe Van der Heyden, | Matchs internationaux de Siebe Van der Heyden, | Matchs internationaux de Siebe Van der Heyden, |
| #                                              | Date                                           | Lieu                                           | Adversaire                                     | Résultat                                       | Compétition                                    | Club                                           | Notes                                          |
| ---------------------------------------------- | ---------------------------------------------- | ---------------------------------------------- | ---------------------------------------------- | ---------------------------------------------- | ---------------------------------------------- | ---------------------------------------------- | ---------------------------------------------- |
| 1                                              | 29 mars 2022                                   | Lotto Park, Bruxelles, Belgique                | Burkina Faso                                   | V 3 - 0                                        | Match amical                                   | Union Saint-Gilloise                           | Titulaire.                                     |

## Palmarès

### En club
|  |  | Union Saint-Gilloise - Championnat de Belgique : - Vice-champion : 2022. - Championnat de Belgique de deuxième division (1) : - Champion : 2021. |  | RCD Majorque - Coupe d'Espagne : - Finaliste : 2024. |